# جون مانويل برافو
جون مانويل برافو (بالإسبانية: Manuel Bravo)‏ (15 فبراير 1993 في تشيلي - ) هو لاعب كرة قدم تشيلي في مركز الوسط. شارك مع منتخب تشيلي تحت 20 سنة لكرة القدم. أما مع النوادي، فقد لعب مع سانتياغو واندررز وكولو-كولو وA.C. Barnechea ‏ وColo-Colo B ‏ واتحاد سان فيليبي ‏.

## وصلات خارجية
- جون مانويل برافو على موقع قاعدة بيانات كرة القدم.إي يو (الإنجليزية)
- جون مانويل برافو على موقع Soccerway.com (الإنجليزية)